# Gioan Trương Bật Đức
Gioan Trương Bật Đức (1893 - 1976; tiếng Trung:张弼德; tiếng Anh:John Zhang Bi-de hoặc John Chang Pi-te) là một Giám mục người Trung Quốc của Giáo hội Công giáo Rôma. Ông nguyên là Giám mục Hiệu tòa Panemotichus trước khi qua đời. Trước đó, ông đảm nhận rất nhiều vai trò khác như Phủ doãn Tông Tòa Hạt Phủ doãn Tông Tòa Triệu Huyện; Đại diện Tông Tòa Hạt Đại diện Tông Tòa Triệu Huyện rồi tiến đến làm Giám mục chính tòa Tiên khởi Giáo phận Triệu Huyện. Ngoài ra, ông còn làm Giám quản Tông Tòa Giáo phận Thiên Tân.

## Tiểu sử
Giám mục Gioan Trương Bật Đức sinh ngày 12 tháng 1 năm 1893, tại Siaoying, thuộc Trung Quốc. Sau quá trình tu học dài hạn tại các cơ sở chủng viện theo quy định của Giáo luật, ngày 22 tháng 12 năm 1917, Phó tế Trương, 24 tuổi, tiến đến việc được truyền chức linh mục. Ngày 9 tháng 4 năm 1932, linh mục Trương được chọn giữ vị trí Phủ doãn Tông Tòa Hạt Phủ doãn Tông Tòa Triệu Huyện.
Ba năm sau khi đảm trách vị trí là một Phủ doãn Tông Tòa, cùng với 15 năm thực hiện các hoạt động mục vụ, ngày 11 tháng 1 năm 1932, tin tức từ Tòa Thánh loan báo việc Giáo hoàng đã xác nhận việc tuyển chọn linh mục Gioan Trương Bật Đức gia nhập Giám mục đoàn Công giáo Hoàn vũ, với vị trí được trao là Đại diện Tông Tòa Hạt Đại diện Tông Tòa Triệu Huyện - được thiết lập dựa trên sự nâng cấp Hạt Phủ doãn Tông Tòa Triệu Huyện, đi kèm danh hiệu Giám mục Hiệu tòa Antipyrgos. Lễ tấn phong cho vị giám mục tân cử được cử hành sau đó vào ngày 24 tháng 4 cùng năm, với phần nghi thức chính yếu của việc truyền chức được cử hành cách trọng thể bởi 3 giáo sĩ cấp cao. Chủ phong cho Tân giám mục là Giám mục Franciscus Hubertus Schraven, C.M., Đại diện Tông Tòa Hạt Đai diện Tông Tòa Chính Định Phủ. Hai vị còn lại, với vai trò phụ phong, gồm có Giám mục Mêchiô Tôn Đức Trinh, Đại diện Tông Tòa An Quốc và Giám mục Giuse Chu Tể Thế, Đại diện Tông Tòa Hạt Đại diện Tông Tòa Bảo Định Phủ.
Gần 15 năm sau đó, ngày 11 tháng 4 năm 1946, Tòa Thánh nâng cấp Hạt Đại diện Tông Tòa Triệu Huyện, nâng cấp thành Giáo phận Triệu Huyện. Cùng với tin tức này, Tòa Thánh cũng xác nhận Giám mục Gioan Trương Bật Đức sẽ tiếp tục đảm trách việc coi sóc tân Giáo phận, với chức danh mới là Giám mục chính tòa. Ngoài ra, từ năm 1951, ông còn kiêm nhiệm vị trí Giám quản Tông Tòa Giáo phận Thiên Tân.
Ngày 13 tháng 2 năm 1953, Tòa Thánh chấp thuận việc xin từ nhiệm của Giám mục Trương và bổ nhiệm Giám mục này danh hiệu Giám mục Hiệu tòa Panemotichus.
Ông qua đời ngày 12 tháng 11 năm 1976, thọ 83 tuổi.